# 학문의 자유
학문의 자유(學文- 自由)란, 연구나 강의 등 학문적인 활동이 외부로부터의 간섭이나 압력을 받지 아니할 권리를 이르는 말이다. 구체적으로는 곧 학자들이 자신의 생각이나 정보를 발전시키고 전파하는 데에 있어서, 설령 그것이 다른 집단이나 권력자 등에게 반하는 내용이라 할지라도, 이로 인하여 억압, 퇴출, 수감 따위의 침해를 받지 않을 자유적 권리가 있음을 의미한다.
대한민국에서는 대한민국헌법 제22조 제1항에 "모든 국민은 학문과 예술의 자유를 가진다"며, "저작자·발명가·과학기술자와 예술가의 권리는 법률로써 보호한다"고 예술의 자유와 함께 명시하고 있다.

## 판례
정신적 자유의 핵심인 학문의 자유는 기존의 인식과 방법을 답습하지 아니하고 끊임없이 문제를 제기하거나 비판을 가함으로써 새로운 인식을 얻기 위한 활동을 보장하는 데에 그 본질이 있다. 학문적 표현의 자유는 학문의 자유의 근간을 이룬다. 학문적 표현행위는 연구 결과를 대외적으로 공개하고 학술적 대화와 토론을 통해 새롭고 다양한 비판과 자극을 받아들여 연구 성과를 발전시키는 행위로서 그 자체가 진리를 탐구하는 학문적 과정이며 이러한 과정을 자유롭게 거칠 수 있어야만 궁극적으로 학문이 발전할 수 있다. 헌법 제22조 제1항이 학문의 자유를 특별히 보호하는 취지에 비추어 보면, 학문적 표현의 자유에 대한 제한은 필요 최소한에 그쳐야 한다. 따라서 학문적 표현행위는 기본적 연구윤리를 위반하거나 해당 학문 분야에서 통상적으로 용인되는 범위를 심각하게 벗어나 학문적 과정이라고 보기 어려운 행위의 결과라거나, 논지나 맥락과 무관한 표현으로 타인의 권리를 침해하는 등의 특별한 사정이 없는 한 원칙적으로 학문적 연구를 위한 정당한 행위로 보는 것이 타당하다.

## 같이 보기
- 자유권
- 학문